# الهجمات على القوافل المدنية في حرب لبنان 2006

## هجمات على القوافل اللبنانية وشبكة الطرق

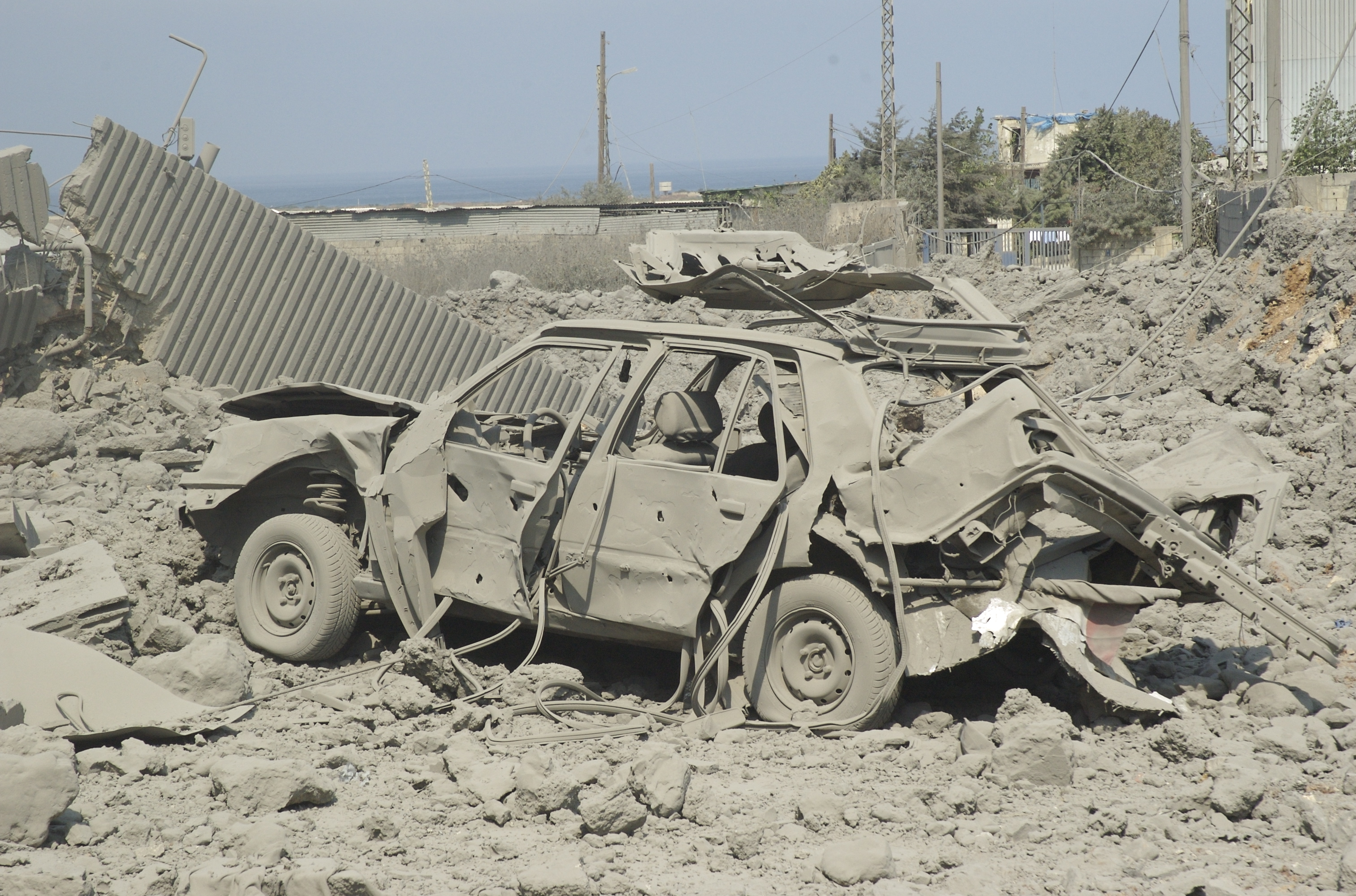
سيارة دمرت في هجوم للجيش الإسرائيلي في بيروت.

أبلغ عن وقوع عدد من حوادث الهجوم على قوافل مدنية وقوافل تابعة للأمم المتحدة. اعترضت قوات الجيش الإسرائيلي على تورطها في بعض الحالات وزعمت أيضا أنه لم يحدث أي تنسيق مسبق قبل أن تظهر بعض القوافل المتأثرة. كانت هذه الادعاءات بدورها موضع خلاف. كما وردت تقارير تفيد بأن الخوف من الهجوم الجوي قد منع السائقين من نقل المساعدات الإنسانية داخل لبنان. تشير التقديرات إلى أن عدد سائقي الشاحنات اللبنانيين الذين لقوا حتفهم نتيجة للضربات الجوية التي شنتها قوات الدفاع الإسرائيلية / القوات الجوية الدولية على قوافل عشرات.
حذر الإسرائيليون مرارا من أنهم سيعتبرون الميني فان والشاحنات والدراجات النارية أهدافا. قال مسؤول في الأمم المتحدة: «إن الميني فان هي هدف لإسرائيل لأنها يمكن أن تأخذ صواريخ كاتيوشا لحزب الله لذلك لا تفكر طويلا بل يطلقون النار عليهم».
في البرقيات الأمريكية السرية التي تسربت عبر الإنترنت من قبل ويكيليكس اكتشف أن سيارات الإسعاف التابعة للهلال الأحمر استخدمت لتهريب الأسلحة إلى حزب الله خلال حربها مع إسرائيل عام 2006.
تقارير عن الهجمات (هذه ليست قائمة شاملة):
- في 15 يوليو وفقا للأمم المتحدة هاجمت القوات المسلحة الإسرائيلية عائلات في قافلة هربت من مروحين عندما كانت على الطريق الساحلي إلى صور مما أسفر عن مقتل ثمانية عشر مدنيا من بينهم نساء وأطفال.[2]
- في 18 يوليو هاجم الجيش الإسرائيلي قافلة من سيارات الإسعاف والشاحنات التي يديرها الهلال الأحمر الإماراتي على الطريق بين دمشق وبيروت. دمرت شاحنة واحدة وتضررت سيارتان وأصيبت أربعة مركبات ركاب بأضرار مما تسبب في وقوع إصابات.[1]
- في 23 يوليو أدى هجوم واحد على سيارة مدنية هرب من كفرة بصاروخ الجيش الإسرائيلي إلى مقتل ثلاثة مدنيين وجرح ستة عشر شخصا. قال الصليب الأحمر اللبناني في صور أن عشر سيارات تحمل مدنيين وثلاثة أو أربع دراجات نارية تعرضت لهجوم من قبل الجيش الإسرائيلي في اليوم نفسه مما أسفر عن إصابة ما مجموعه أربع وأربعين جريحا (اثنان في حالة حرجة) وثلاثة قتلى في هجمات على قوافل.[2][1]
- في 28 يوليو أصابت القوات الجوية الإسرائيلية قافلة مساعدات عندما عادت من إيصال الإمدادات الإنسانية إلى قرية لبنانية. أفيد بأن شخصين (يعتقد أنهما صحفيان ألمان) قد أصيبا في الهجوم.
- في 6 أغسطس أفادت تقارير صادرة من مجلس الوزراء اللبناني أن الجيش الإسرائيلي دمر حتى الآن ثلاثة وسبعين جسرا وسبعين طريق اتصال و 6800 وحدة استيطانية. في 6 أغسطس أيضا شاهدت قوات الأمم المتحدة تفجير سيارة مدنية تحمل الخبز بينما كانت تسير على بعد أمتار قليلة من قافلة الأمم المتحدة الطويلة التي يبلغ طولها 15 مركبة شمال صور. أسفر القصف عن مقتل مدنيين اثنين.[3]
- في 7 أغسطس قتل خمسة من سائقي الشاحنات وأصيب أربعة آخرون عندما قصفت طائرات تابعة للقوات الجوية الإسرائيلية قافلة شاحنات تحمل ثمارا في شرق لبنان بالقرب من الحدود مع سوريا.[4][5]
- في 11 أغسطس وبعد إلقاء قوات الدفاع الإسرائيلية في قاعدة مرجعيون في الجيش اللبناني قامت الأمم المتحدة بمرافقة قافلة من السيارات تحمل الجيش اللبناني والشرطة والمدنيين من المنطقة. عندما غادرت الأمم المتحدة القافلة في بلدة حاصبيا قصفت القافلة تسع مرات على يد الجيش الإسرائيلي مما أسفر عن مقتل سبعة أشخاص وإصابة ستة وثلاثين شخصا. قال رئيس فرق الإنقاذ في الصليب الاحمر اللبناني جورج كتانة أن القافلة «استهدفت عمدا».[1]
- حوادث أخرى: بعد أن ضرب الجيش الإسرائيلي بلدة عيترون أفادت الأنباء أن قافلة من ثلاث سيارات هربوا من المنطقة كانوا يلوحون بالأعلام البيضاء تعرضوا لهجوم بقنابل على بعد 10 أمتار أمام القافلة وخلفها. في 1 أغسطس خارج الهرمل تعرضت شاحنة صغيرة محملة بخزانات غاز الطهي لهجوم بعد أن سحب السائق السيارة وخرج منها.[1]

كما تم منع قوافل المعونة من الوصول إلى المناطق التي قصفت بالقنابل لتقديم المساعدات لأن الجيش الإسرائيلي لم يتمكن من ضمان سلامتهم من الهجوم أو لأن الجيش الإسرائيلي شارك في قصف الطرق.
في 1 أغسطس أفيد بأن اثنين من المعابر الحدودية الأربعة إلى سوريا قد أغلقا بسبب تفجير القوات الجوية الإسرائيلية السابق في أواخر يوليو. أشار وزير الدفاع الإسرائيلي عمير بيرتز إلى أن الهجمات تشكل جزءا من حملة ضد ما وصفه بأنه: «قوافل تهريب الأسلحة عبر الحدود إلى لبنان» ولكنها لم تقدم أي دليل على حدوث تهريب. بحلول وقت وقوع الهجمات تم إغلاق اثنين من المعابر الحدودية الأربعة إلى سوريا بسبب الضرر - ووصفت صحيفة جيروزاليم بوست الطريق الرئيسي في بيروت ودمشق بأنه «غير ممكن» بسبب الهجمات السابقة.
بحلول 10 أغسطس أفادت التقارير بأن جميع جسور الطرق التي تمتد على نهر الليطاني الذي يبلغ طوله 90 ميلا قد دمرته قوات الدفاع الإسرائيلية.

## انتقاد الهجمات على الطرق والقوافل اللبنانية

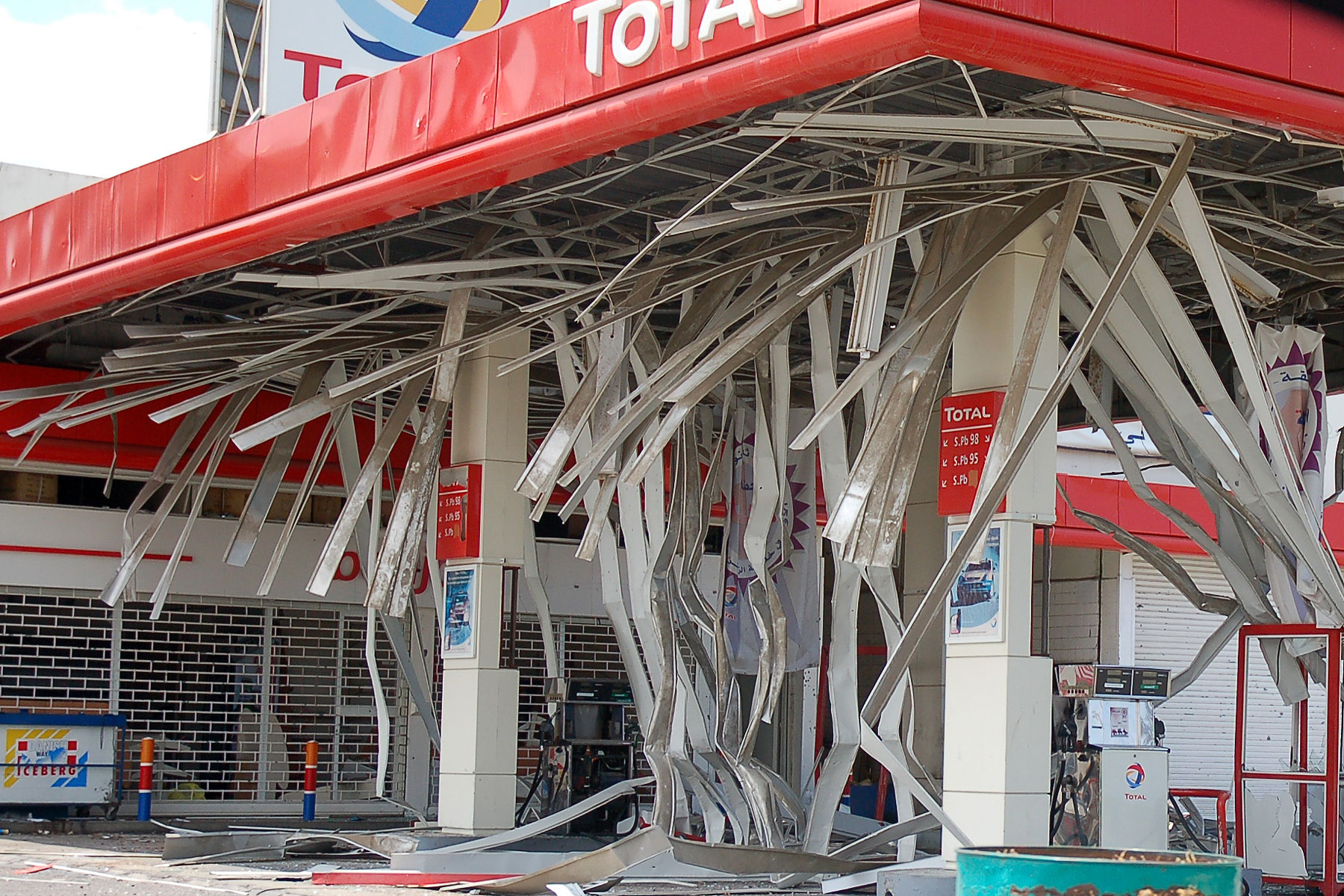
بعد هجوم الجيش الإسرائيلي على محطة وقود في جنوب لبنان.

في 31 يوليو أبرزت المفوضية السامية للأمم المتحدة لحقوق الإنسان لويز أربور تدمير الجيش الإسرائيلي للطرق وأشارت إلى وقف القصف الجوي عندما قالت:
قال متحدث باسم الحكومة الإسرائيلية أفي بازنر ردا على دعوة منسق الإغاثة الطارئة للأمم المتحدة يان إيغلاند إلى وقف مؤقت لإطلاق النار لمدة 72 ساعة في 29 يوليو أن إسرائيل فتحت بالفعل ممرات آمنة عبر لبنان لنقل شحنات إنسانية إلى المناطق المتضررة وادعى أن حزب الله يعيق هذه الشحنات لخلق أزمة المساعدات الإنسانية:
لم يقدم بازنر أي دليل على ادعائه ورفضت تماما من قبل منسق الشؤون الإنسانية في الأمم المتحدة في لبنان منى همام التي قال أن القوافل لم تواجه أي مشاكل من جانب حزب الله.
كرر هذا التقييم في 11 أغسطس من قبل وكيل الأمين العام للأمم المتحدة للشؤون الإنسانية والإغاثة في حالات الطوارئ يان إيغلاند الذي قال: «حزب الله لم يمنعنا من الوصول.. لقد سمعت بعض التقارير التي لا أستطيع أن أؤكد أنها منعت المدنيين من مغادرة المنطقة لكنهم لم يمنعونا من الوصول إليها». كما أعرب موظفو الأمم المتحدة في منطقة جنوب لبنان عن انتقادهم لهجمات الجيش الإسرائيلي على الطرق التي تدعي أن قصف الجيش الإسرائيلي للطرق يجعل من المستحيل على الناس على الفرار من القتال. قال متحدث باسم الأمم المتحدة في منطقة الناقورة في 24 يوليو: «كل الطرق الصغيرة المؤدية إلى الطرق الساحلية تدمرت... في بعض المناطق يكون هناك أشخاص يدفعون سياراتهم باليد من خلال العقبات التي يصنعها صاروخ أو قنبلة». في حين سمح الجيش الإسرائيلي بدخول بعض السفن التي تحمل مساعدات إلى لبنان أفادت التقارير بأن الوكالات الدولية لم تتلق ضمانات من الحكومة الإسرائيلية «للممر المدني الآمن من وإلى مناطق حزب الله الجنوبي الأكثر تفجيرا في لبنان». على سبيل المثال أفيد بأن شايستا عزيز من وكالة أوكسفام للإغاثة قد قالت في 30 يوليو:
في 11 أغسطس أفيد بأن الجيش الإسرائيلي يمنع الوصول إلى سفن المساعدات في ميناء صور. كان ذلك في أعقاب إعلان الجيش الإسرائيلي السابق بأن الجيش الإسرائيلي سيقصف أية مركبات على الطرق في منطقة صور. انتقد رولاند هوغوينين المتحدث باسم اللجنة الدولية للصليب الأحمر قرار الجيش الإسرائيلي بوقف المساعدات لمدة تسعة أيام قبالة سواحل لبنان.
أدت الهجمات على الجسور ولا سيما الهجمات على الطرق السريعة والجسور التي تربط لبنان بسوريا حتى يوليو ولكنها زادت في حوالي 1 أغسطس إلى منع وصول قافلة من ثماني شاحنات تحمل مساعدات غذائية ومساعدات إنسانية أخرى إلى ما يقدر ب 400 ألف شخص يعيشون مع أسر مضيفة أو في المدارس أو الحدائق في لبنان في 4 أغسطس.

## تكلفة الهجمات على شبكة الطرق اللبنانية
قدر المركز اللبناني للبحوث الاقتصادية أن إجمالي تكاليف الإصلاح وإعادة الإعمار ارتفعت إلى 7 مليارات دولار أمريكي. قدرت تكاليف إصلاح الطرق والجسور والموانئ والمطارات بمبلغ 404 مليون دولار. كانت الأرقام الأولية أن 94 من الطرق و 70 جسرا قد قصفها الجيش الإسرائيلي.